# Броньи, Жан Алларме де
Жан Алларме де Броньи (фр. Jean Allarmet de Brogny; ок. 1342, Анси-ле-Вье, королевство Франция — 16 февраля 1426, Авиньон, Папская область) — французский куриальный кардинал, доктор обоих прав. Епископ Вивье с 11 августа 1382 по 12 июля 1385 года. Вице-канцлер Святой Римской Церкви с 1391 по 1408 год и с 1409 по 1426 год. Декан Священной Коллегии Кардиналов с июня 1412 по 16 февраля 1426 год. Кардинал-священник с титулом церкви Сант-Анастазия с 12 июля 1385 по 13 июня 1405 год. Кардинал-протопресвитер с мая 1404 по 13 июня 1405 год. Кардинал-епископ Остия и Веллетри с 13 июня 1405 по 16 февраля 1426 год.

## Ранние годы
Родился Жан Алларме де Броньи около 1342 года, Пети-Броньи, в деревушке Анси-ле-Вье, королевство Франция. Происходил из скромной семьи. Сын Мерме Фракзона. Его также указывали как Жана Фрасона и Жана Алларме, называемого де Броньи, а его фамилия как Алюзье, Арме де Броньяк, Броньяк, Брогье, Брюньяк, д’Эмброньяк и Фракзон. Его называли кардиналом Вивьеским или Остийским.
Жан Алларме де Броньи учился в Анси, Женеве и Авиньоне, получил докторскую степень in utroque iure, как в каноническом, так и в гражданском праве в 1379 году.
Генеральный викарий митрополии Вьенна. Каноник соборного капитула Женевы. Капеллан или камергер антипапы Климента VII. Декан Гапа в начале 1382 года. Жан Алларме де Броньи было рукоположен в диакона. Когда и где был рукоположен в священника информация отсутствует.

## Епископ
11 августа 1382 года Жан Алларме де Броньи был избран епископом Вивье, занимал епархию до своего возведения в кардиналы. Когда, где и кем был рукоположен, информация отсутствует.

## Кардинал
Возведён в кардинала-священника с титулом церкви Сант-Анастазия на консистории от 12 июля 1385 года. Советник антипапы по делам Неаполя в августе 1386 года, в сентябре 1387 года и январе 1388 года. В январе 1390 года он вмешался в переговоры по мирному договору между антипапой Климент VII и Раймундом де Тюренном. Вице-канцлер Святой Римской Церкви с 1391 года (авиньонского, затем пизанского послушания). Кардинал де Броньи присутствовал при смерти антипапы Климента VII 16 сентября 1394 года. 
Участвовал в антиконклаве 1394 года, который избрал антипапу Бенедикта XIII. Исполнитель завещания кардинала Гийома д’Эгрефоя младшего, 24 сентября 1394 года и легатарий кардинала Жан де Муроля, 19 сентября 1397 года. Покинул антипапу Бенедикта XIII 1 сентября 1398 года, вернулся вскоре после этого. Кардинал-протопресвитер в мае 1404 года. 
13 июня 1405 года кардинал де Броньи был избран для сана кардиналов-епископов и субурбикарной епархии Остия и Веллетри. Покинул антипапу Бенедикта XIII в 1408 году и был смещён им 21 октября того же года. Он отправился в Италию, где работал на преодоление раскола. Присутствовал на Пизанском соборе. 
Участвовал в антиконклаве 1409 года, который избрал антипапу Александра V. Антипапа снова назвал его вице-канцлером Святой Римской Церкви и подтвердил его как епископа Остии и Веллетри. 
Участвовал в антиконклаве 1410 года, который избрал антипапу Иоанна XXIII. Кардинал де Броньи рукополагал в епископа нового антипапу в воскресенье 25 мая 1410 года, в соборе Сан-Петронио, в Болонье. Назначен вице-камерленго антипапы. Апостольский администратор епархии Арля, с 24 ноября 1410 года, овладел её 27 декабря. Назначен генеральным викарием епископа Вайсона 6 марта 1419 года, в Салоне. Направлен в Констанцу, чтобы подготовить вселенский собор, который был торжественно открыт 5 ноября 1414 года, где кардинал де Броньи председательствовал на соборе как декан, как старейший по возрасту из всех кардиналов.. 
Участвовал в Конклаве 1417 года, который избрал Папу Мартина V. Рукополагал нового папу римского в епископа в воскресенье 14 ноября 1417 года в пресвитерие собора Констанцы. Он вошёл в Папскую курию во Флоренции 4 мая 1419 года. Он отправился в Тиволи с Папой 17 июня 1421 года, покинул 21 июля. Он был временно заменён на посту вице-канцлера кардиналом Жаном де Рошталье. 23 октября 1422 года он отправился из Рима в Сутри и вернулся 26 декабря того же года. Апостольский администратор Женевы с 3 декабря 1423 года. 
Жан Алларме де Броньи основал доминиканские монастыри в Ле-Пюи, Тиволи и Анси, больницу и цистерцианский женский монастырь в Броньи и Коллеж Сен-Никола в Авиньоне, для двадцати студентов. 
Скончался кардинал Жан Алларме де Броньи, в субботу, 16 февраля 1426 года, в Риме. Похоронен в капелле Святого Мартина, в патриаршей Ватиканской базилике. В 1428 году его останки были перенесены в коллегиатскую капеллу Маккавеев, которую он основал, в старом соборе Нотр-Дам Женевы.